# Columna italiana
La Columna italiana (de nombre Centuria Giustizia e Libertà, en honor del movimiento liberal-socialista fundado por exiliados antifascistas italianos en Francia) también conocida por Prima colonna italiana, Batallón Matteotti, Colonna Rosselli y Legión Italiana de la Columna Ascaso (por haber marchado al frente con dicha unidad de voluntarios), fue una de las primeras unidades que se pueden considerar adscritas a las Brigadas Internacionales (aunque nació meses antes) que combatieron en la guerra civil española en defensa de la legalidad republicana frente a los sublevados el 17 y 18 de julio de 1936. 

## Historial
Estuvo al mando el socialista italiano Carlo Rosselli, con el apoyo de Mario Angeloni, Antonio Cieri y Camillo Berneri, y tuvo entre 50 y 150 hombres. En el breve período que existió, muchos de sus integrantes fueron reclutados por el Comité Anarquista Italiano Pro España entre los italianos exiliados del régimen fascista de Mussolini en Francia. Se unieron a la Columna Ascaso, anarcosindicalista, y partieron desde Barcelona hasta el frente de Aragón donde combatieron en distintos escenarios, en especial en la ofensiva de Huesca y en la batalla de Monte Pelado, hasta abril de 1937, momento a partir del cual la mayoría de sus miembros se fueron integrando en la Brigada Garibaldi, ya estructurada en las Brigadas Internacionales. Desapareció formalmente en junio de 1937. Como característica fundamental de la unidad fue la ausencia de miembros comunistas, ya que la mayoría fueron socialistas y anarquistas.